# Judith (Serov)
Pour les articles homonymes, voir Judith.
Judith (russe : Юдифь) est un opéra russe en cinq actes composé par Alexandre Serov entre 1861 et 1863. Dérivé des interprétations apocryphes de l'histoire du Livre de Judith de l'Ancien Testament, le livret russe, bien que crédité au compositeur, a une histoire compliquée. La première a eu lieu en 1863 à Saint-Pétersbourg. Ce début sur scène, complété par son opéra suivant Rogneda, fait d'Alexandre Serov, aujourd'hui oublié, le compositeur russe d'opéra le plus important des années 1860.

## Historique

### Composition
Le livret est adapté du drame italien Giuditta de Paolo Giacometti (1816-1882), produit à Saint-Pétersbourg en 1860, dont le rôle de Judith y est joué par la fameuse Adelaïde Ristori. Cette pièce inspire Serov à travailler sur un opéra lyrique pour la troupe d'opéra italienne de Saint-Pétersbourg. Utilisant le scénario de Serov, Giovanni Giustiniani écrit un livret en italien. Lorsqu'une production italienne de l'opéra proposé s'est avérée légalement impossible, le livret italien a été traduit en russe par Constantin Zvantsov et Dmitri Lobanov, et quelques vers ont été ajoutés par le poète Apollon Maïkov ; en attendant, le compositeur écrit la musique « sans avoir les paroles à l'avance ».

### Première
La première a lieu le 16/28 mai 1863 au théâtre Mariinsky de Saint-Pétersbourg, sous la direction de Constantin Liadov, avec Mikhaïl Sariotti en Holopherne et Valentina Bianchi en Judith.
La première de Moscou se tient en 1865 au théâtre Bolchoï.

### Publications
- 1885, partition pour voix et piano, éd. Gutheil, Moscou
- 1903, partition complète, Beljajew, Leipzig

## Rôles

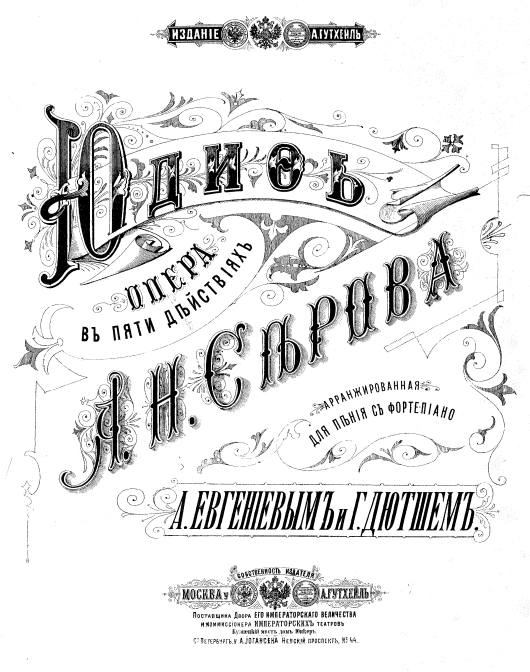
Page-titre de la partition pour voix et piano de Judith (Gutheil, Moscou).

- Judith, femme israélite, veuve d'un guerrier juif : soprano
- Avra, son esclave : mezzo-soprano
- Ozias, ancien de la ville de Béthulie : basse
- Charmi, ancien de la ville de Béthulie : basse
- Eliachim, grand-prêtre juif : basse
- Achior, chef des Ammonites, soumis à Holopherne : ténor
- Holopherne, général assyrien : basse
- Asfanèse, serviteur d'Holopherne : basse
- Bagoas, chef-eunuque du harem d'Holopherne : ténor
- 1re odalisque : soprano
- 2de odalisque : mezzo-soprano
- Peuple, guerriers juifs, odalisques, chefs et guerriers assyriens, invités du banquet, esclaves d'Holopherne.

## Argument
L'action se déroule au VIe siècle av. J.-C. à Béthulie et ses alentours.

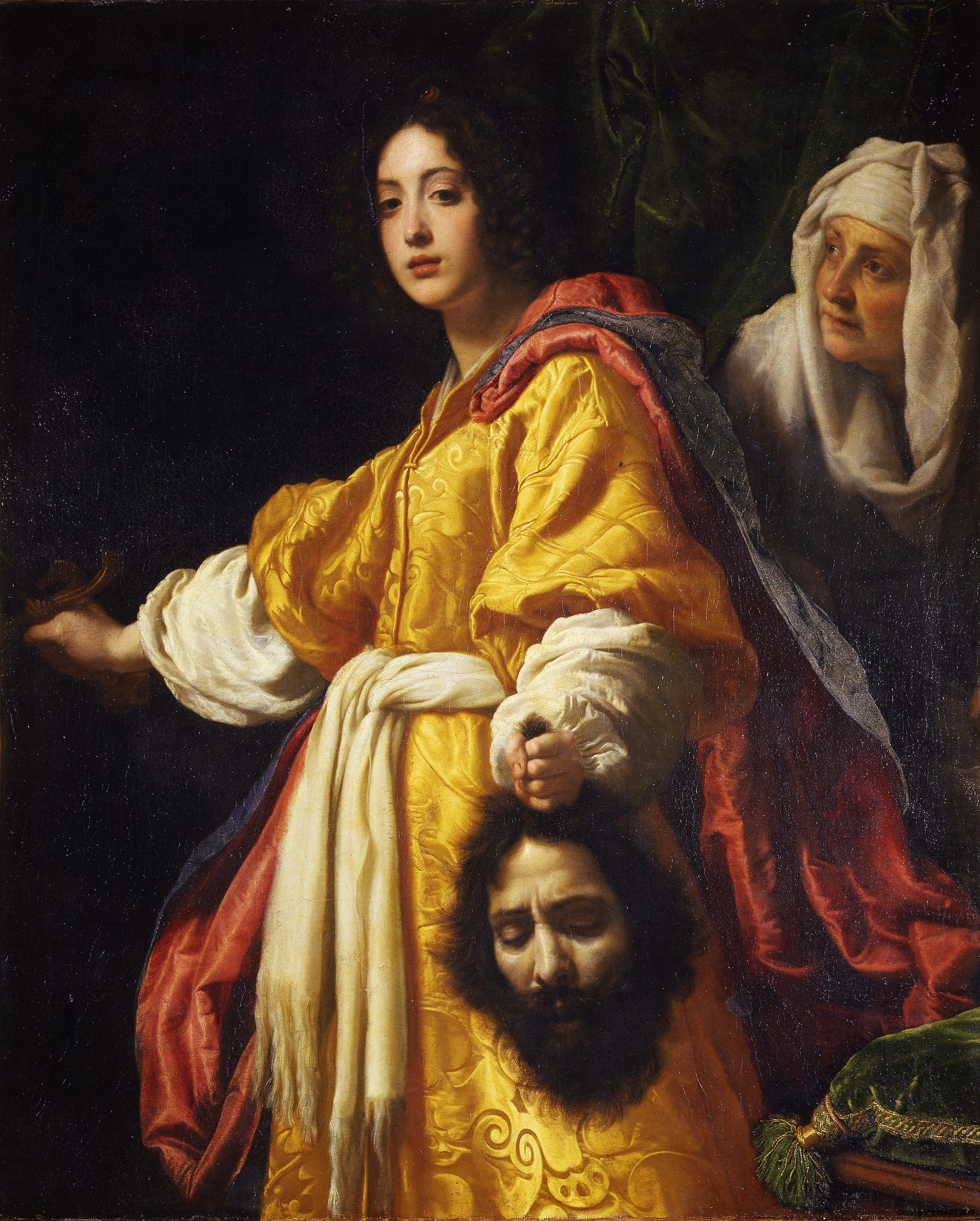
Judith portant la tête d'Holopherne, par Cristofano Allori (1613), Palais Pitti de Florence.

### Acte I
Il est midi sur une place de Béthulie, toujours assiégée par Holopherne et ses troupes assyriennes. Le peuple souffre de désespoir et de soif. Les anciens Ozias et Charmi rapportent que toutes les routes sont maintenant coupées et que la dernière source d'eau s'est tarie. Le grand prêtre Eliachim, cependant, espère un miracle, mais les gens veulent capituler pour mettre fin à leurs souffrances. Les anciens leur demandent d'attendre encore cinq jours et cinq nuits ; passé ce délai, si Dieu ne les délivre pas, la ville laissera entrer l'ennemi. Les guerriers juifs franchissent alors les portes tenant Achior. Celui-ci avait essayé de persuader Holopherne de cesser le siège et de suivre le Dieu des juifs ; comme punition, Holopherne l'avait fait lier et laisser près de la ville pour partager la destruction des juifs par les Assyriens. Tout le monde prie alors Dieu pour la délivrance.

### Acte II
Judith, seule dans sa chambre, décide qu'au lieu d'attendre cinq jours, il faut faire quelque chose dès maintenant. Elle élabore un plan pour utiliser la beauté que Dieu lui a donnée afin de tromper Holopherne et de sauver son peuple. Elle fait venir les anciens et demande la permission d'aller au camp ennemi avec son esclave Avra. Ils accordent la permission et partent. Avra essaie de la dissuader d'aller au camp, mais Judith ne transige pas sur sa décision.

### Acte III
Dans le camp d'Holopherne, les odalisques exécutent des chants et des danses, puis Holopherne les renvoie, concentré sur son plan de lancer une attaque complète contre Béthulie le lendemain. Judith est admise dans le camp et présentée à Holopherne qui est captivé par sa beauté (comme tous les Assyriens). Lorsqu'il s'enquiert de son but, elle prétend qu'elle lui montrera un chemin secret pour entrer et prendre Béthulie et Jérusalem tant qu'il lui permettra de se déplacer librement. Holopherne croit en sa ruse, au point même de lui demander d'être reine. Le camp célèbre alors la puissance de Babylone.

### Acte IV
Danses et chants résonnent à nouveau dans le camp. Au milieu des éloges de la charmante Judith, Asfanèse fait une remarque malheureuse sur sa froideur et il est donc immédiatement poignardé à mort par Holopherne. À ce moment-là, Judith sort horrifiée par cet acte macabre, mais reste résolue dans son plan. Holopherne l'informe que la ville sera attaquée le lendemain. Dans une stupeur ivre, Holopherne tombe inconscient au sol aux pieds de Judith. Après qu'il a été étendu sur son lit, Judith reste avec lui pendant que tout le monde part. Dans la tente, elle prend son épée et le décapite. Après avoir demandé à Avra de mettre la tête d'Holopherne dans un sac, les deux partent rapidement.

### Acte V
Le peuple de Béthulie, attendant l'aube du sixième jour, est prêt à ouvrir les portes aux Assyriens, malgré les supplications du souverain sacrificateur. Soudain Judith se fait entendre à l'extérieur des portes, et elle leur montre la tête d'Holopherne. Les sons des troupes assyriennes en fuite sont confirmés par le rapport d'Ozias. Tous chantent des louanges à Dieu pour avoir répondu à leurs prières.

## Principaux airs et morceaux
- Introduction (ou Ouverture)
- Monologue de Judith (Acte II)
- Marche d'Holopherne (Entr'acte avant l'Acte III)
- Danses (Acte III)
- Danse bacchique des odalisques et danse des deux almées (Acte IV)
- Chant hindou (Acte IV)

## Influences
Bien que l'opéra Judith ne soit pas le premier opéra basé sur l'histoire de Judith, l'œuvre de Serov a une grande importance pour l'histoire de la musique russe. Outre son succès auprès du public (amélioré par la représentation d'Holopherne par Fiodor Chaliapine à partir de 1898), Judith de Serov a influencé les compositeurs russes ultérieurs, notamment :
- Tchaïkovski – La Pucelle d'Orléans
- Moussorgski – Salammbô, œuvre inachevée
- Borodine – Le Prince Igor
- Rubinstein – ses opéras à sujet biblique.

L'élément orientaliste dans Judith est évident aux Actes III et IV; son influence (présagé par Glinka dans Rouslan et Ludmila) peut être perçue lorsque l'on compare le chant hindou de l'Acte IV avec le Chant de l'invité indien de Rimsky-Korsakov dans Sadko.

## Enregistrements
- 1991, Andreï Tchistiakov (chef d'orchestre), Orchestre du Théâtre Bolchoï, Chœur académique russe d'URSS, Irina Oudalova (Judith), Elena Zaremba (Avra), Mikhaïl Kroutikov (Svetlov) (Holopherne), Nikolaï Vassiliev (Bagoas), Anatoli Babkhine (Ozias), Vladimir Koudriatchov (Achior), Stanislav Souleïmanov (Asfaneses), Piotr Glouboky (Eliachim), Maxime Mikhaïlov (Charmis), Irina Jourina et Marina Choutova (odalisques), Lev Kouznetsov (chant hindou); rééd. Brilliant Classics, en 2011.